# Plamének latnatý

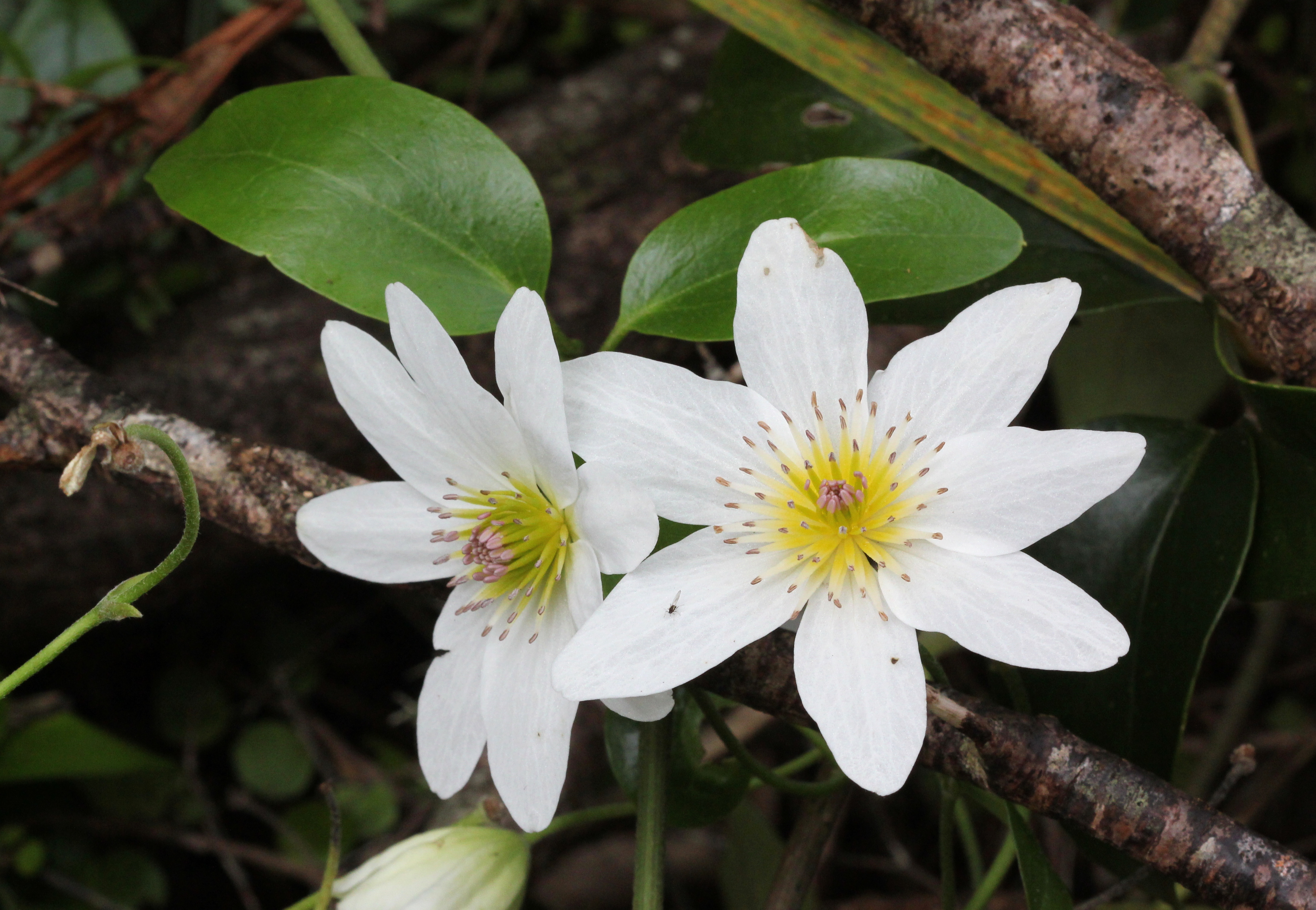
Samčí květy

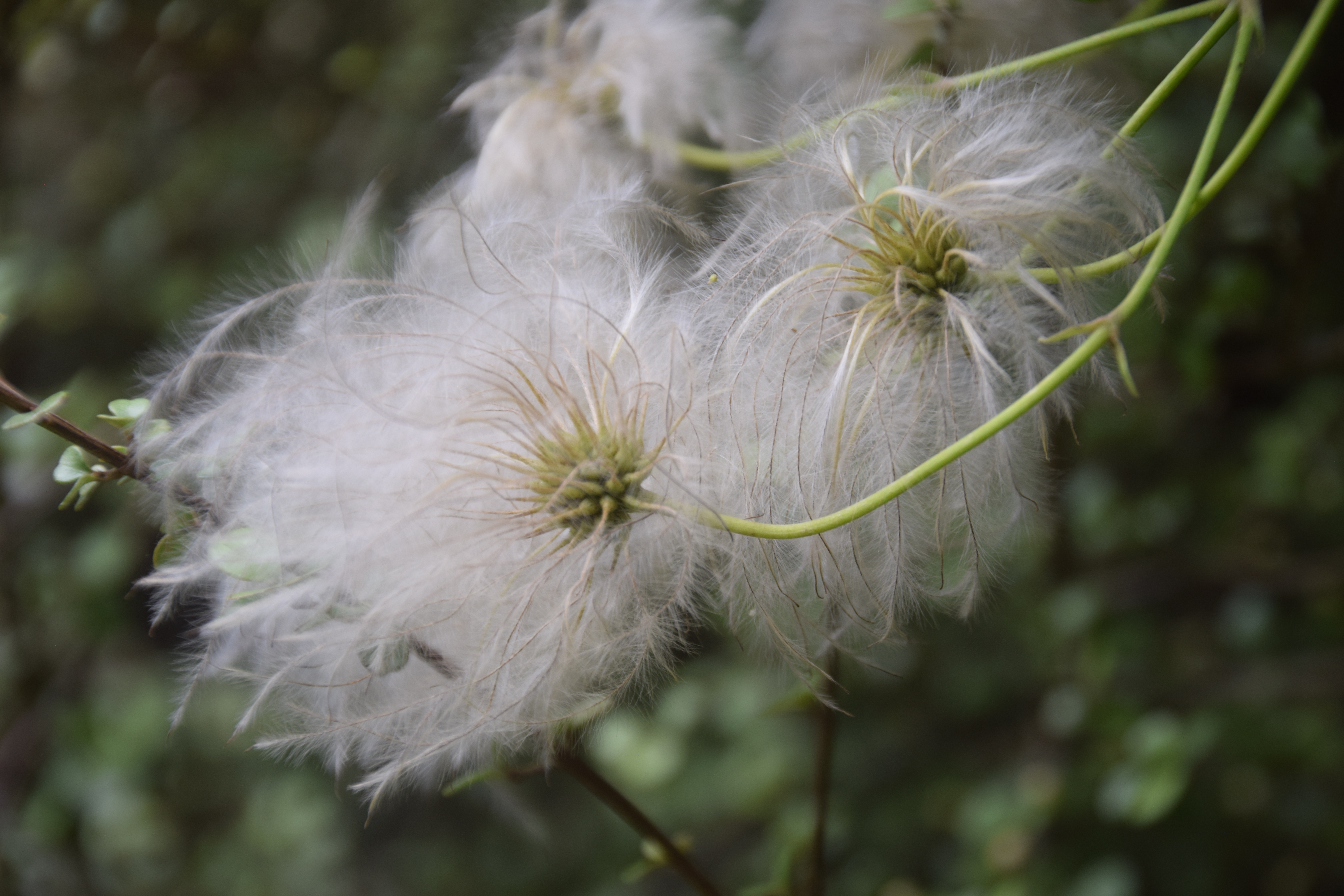
Odkvétající samičí květy

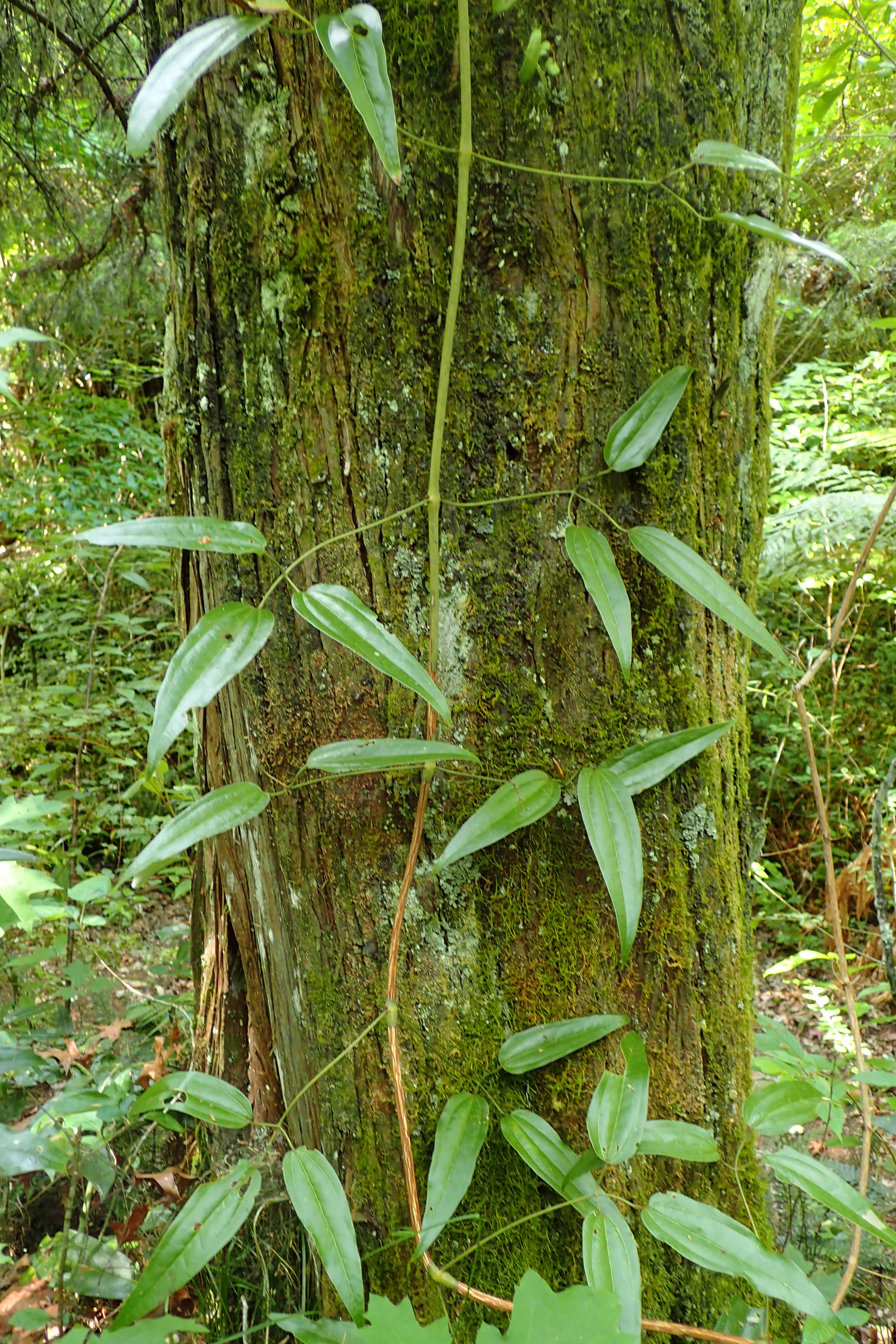
Lodyha se zpeřenými listy

Plamének latnatý (Clematis paniculata) je jedním z asi devíti původních druhů rodu plamének rostoucích na Novém Zélandu, všechny mají jednopohlavné květy a jsou novozélandskými endemity. Plamének latnatý je z nich nejrozšířenější a jako jediný kvete bílými, až 7 cm velkými květy. Dalším druhem s bílými květy je Clematis armandii, který je však má podstatně menší.
Na jaře se na těchto stálezelených liánách objevují květy tvaru bílé hvězdy a na samičích jedincích se po opylení mění v atraktivní nadýchané chomáče bělavého chmýru s drobnými semeny.

## Rozšíření
Původní druh se vyskytuje ve světlých lesích nebo v křovinách na Severním i Jižním ostrově a také na mnohem menším, jižně položeném Stewartově ostrově. Roste od mořského pobřeží až do nadmořské výšky 1000 m n. m. Z Nového Zélandu se v minulosti dostal na téměř 700 km vzdálené Chathamské ostrovy, kde se vyskytuje jako naturalizovaný druh.

## Ekologie
Dřevina je dvoudomá liána a má pouze samčí nebo jen samičí květy, vyrůstá na vlhkém stanovišti a její kořeny by neměly nikdy zcela vyschnout. Nejlépe se jí daří v hluboké, výživné, propustné a zastíněné půdě pokryté porostem trvalek. Prospívá jí vyšší vzdušná vlhkost a je pokládána za mrazu odolnou, nesvědčí jí ale dlouhodobý pokles teploty k 0 °C.
Rostlina se pne po pevné opoře do průměrné výšky okolo 5 m, za příhodných podmínek každým rokem stále přirůstá a může dosáhnout až do výše 10 metrů. Přestože v přírodě šplhá po stromech a v jejich korunách se rozvětvuje, není plamének latnatý většinou natolik agresivní, aby opěrnou dřevinu zadusil či svou váhou nalomil. Pokud se v zahradě popíná po nějaké vzácné rostlině nebo se na nepříliš pevné konstrukci přespříliš rozrostl a vznikla obava, že ji může poškodit, lze ho na jaře ořezat. Ploidie druhu je 2n = 16.
Kvete od července do listopadu, jeho květy jsou na rostlině ve volné přírodě viditelné na velkou vzdálenost a na Novém Zélandu jsou považované za předzvěst blízkého jarního počasí. Plody v opylených samičích květech zrají v době od října do ledna.

## Popis
Robustní dřevina s hlavním stonkem tlustým u země okolo 10 cm a v horní části hodně větveným. Stonek i starší větve postupně dřevnatí, jejich kůra dostává barvu šedě hnědou a stává se vrásčitou, nové větve jsou zelené, ohebné a lesklé. Z větví vyrůstají vstřícně dlouze řapíkaté listy, jež jsou dlanitě zpeřené do tří oválně podlouhlých nebo srdčitých lístků s asi 4 cm řapíkem. Lístky bývají dlouhé 7 až 13 cm a široké 3 až 12 cm, tuhé, kožovité, na líci jsou tmavě zelené a lysé, na rubu světlejší a někdy porostlé bílými chlupy. Základnu mají zaoblenou nebo srdčitou, po obvodě jsou celokrajné a u mladých rostlin bývají u vrcholu slabě laločnaté. Řapíky lístků jsou citlivé na dotyk a jsou uzpůsobené k zajištění vzpřímeného růstu liány, dokážou sevřít blízkou sousední vegetaci či jinou oporu nebo se přidržovat drsné kůry.
Květy jsou voňavé, bílé, symetrické, jednopohlavné a vyrůstají v řídkých úžlabních, až 30 cm dlouhých latách; každý květ má po dvou listenech. Samčí květy, velké až 7 cm, jsou o málo větší než samičí a v době kvetení jsou nápadnější. Květ nemá vyvinuté korunní lístky a kališních lístků, podobajících se na korunní, má šest. Jsou bílé, obvejčité, lopatkovité nebo podlouhlé a přibližně velké 3 × 1 cm. V samčích květech je mnoho tyčinek s prodlouženými žlutými nitkami zakončenými růžovými prašníky dlouhými 2 mm. V samičích květech je mnohodílný semeník, pouze několik tyčinek, zato hodně vytrvalých opeřených čnělek, které se postupně prodlužují a v době dozrávání plodů bývají dlouhé 3 až 6 cm. Květy jsou opylovány včelami a motýly. Po opylení se vytvoří v květu souplodí asi 3 mm dlouhých nažek (semen). U každé nažky je připojená zakřivená čnělka s dlouhým hedvábným, péřovitým chmýrem, který za větrného počasí zajišťuje dobré šíření semen.

## Rozmnožování
Liána se rozmnožuje z čerstvých semen i s neodpadlým chmýrem, po zakrytí jemnou zeminou klíčí nejčastěji do dvou až tří měsíců. Při rozmnožování ze semen však nelze určit pohlaví rostliny před prvním kvetením. Pokud záleží na pohlaví semenáče, je nutno přistoupit k rozmnožování vegetativnímu, při kterém části větviček, řízky, zakoření ve vlhké půdě za šest až osm týdnů.

## Význam
Kromě růstu ve volné přírodě, kde v době kvetení vynikají bílé květy na tmavě zeleném pozadí listů, bývá plamének latnatý pěstován jako okrasná rostlina pro sadové úpravy, ozelenění a zkrášlení zdí, besídek, pergol či jiných staveb. Sloužívá také k rychlému zakrytí nevzhledných zákoutí i celých budov. Pro okrasné použití byly vypěstovány kultivary vyznačující se množstvím mohutnějších květů.